# José Posse
José Posse (San Miguel de Tucumán, marzo de 1816 - abril de 1906) fue un comerciante, periodista y político argentino que ejerció como gobernador de la provincia de Tucumán entre 1864 y 1866, y fue el más conocido amigo y confidente del presidente Sarmiento.

## Biografía
Fue partidario del gobernador Alejandro Heredia y, poco antes del asesinato de este, elegido diputado provincial. En 1840, siendo aún diputado, fue uno de os promotores de la Coalición del Norte contra Juan Manuel de Rosas. Viajó a Mendoza por negocios, y participó en la fracasada revolución contra el caudillo Aldao en esa provincia. Huyó a Chile, donde se encontró con otro emigrado, el sanjuanino Domingo Faustino Sarmiento. Juntos intentaron regresar a su país, pero en el camino se encontraron con los derrotados de la batalla de Rodeo del Medio, la cual había terminado con la Coalición, por lo que se decidieron a volver al exilio.
Desde entonces se hizo amigo de Sarmiento, y ambos se dedicaron al periodismo.
Regresó a su provincia en 1844 con permiso del caudillo Celedonio Gutiérrez; tres años más tarde fundó el periódico "El Conservador", que fue el medio oficial de prensa del gobierno federal. Ocupó también el cargo de defensor de pobres y menores.
A principios de 1852 fue ministro de gobierno de Gutiérrez y fue el instigador del fusilamiento del coronel Crisóstomo Álvarez. Meses más tarde fue uno de los organizadores del derrocamiento de Gutiérrez, cuando este viajó a San Nicolás de los Arroyos con motivo de la firma del Acuerdo de San Nicolás.
Fue ministro de gobierno del caudillo unitario José María del Campo, quien era sacerdote, y varias veces ejerció como su gobernador delegado. En 1856 dirigió una revolución en contra del gobernador Anselmo Rojo, poco antes elegido, con apoyo de Campo. No fue castigado porque acababa de ser electo diputado nacional. En este cargo se opuso sistemáticamente a las iniciativas del gobierno de Justo José de Urquiza.
En abril de 1864, tras la renuncia de Campo, fue elegido gobernador provisorio. Logró mantenerse en el poder a pesar de los conflictos que le creaba continuamente el caudillo santiagueño Manuel Taboada, de modo que fue elegido gobernador titular en octubre.
Se dedicó sobre todo a la educación, creando la Inspección General de Escuelas.  Modernizó el Colegio Nacional de Tucumán, anteriormente llamado Colegio de San José, por lo que algunos historiadores del período lo dan como fundador de dicho colegio. También fundó oficialmente una academia de música y dibujo, la cual nunca llegó a funcionar. De todos modos, logró un aumento del número de niños que concurrieron a las escuelas.
Envió el contingente de tropas que le correspondía a su provincia para incorporarse al Ejército Argentino con motivo de la Guerra del Paraguay; las columnas tucumanas – a diferencia de casi todas las provincias vecinas – no se sublevaron y llegaron sin contratiempos al frente, dirigidas por el coronel Segundo Roca, padre de quien sería el futuro presidente.
Otras preocupaciones de su gobierno fueron de tipo municipal, en cuanto a la capìtal provincial, donde difundió la iluminación pública, instaló el primer pararrayos, levantó un teatro y mejoró la imprenta oficial. Lentamente logró ir reduciendo el déficit en el presupuesto provincial, gracias a la colaboración del gobierno nacional.
En abril de 1866 fue sucedido por su primo Wenceslao Posse. Como en Salta, Santiago del Estero y otras provincias, los comienzos del mitrismo en la provincia de Tucumán sólo se lograron por el control del estado provincial por una familia poderosa.
Más tarde fue juez, camarista y comisionado nacional a Santiago del Estero.
Fundó y dirigió media docena de periódicos, y polemizó en ellos contra los que se oponían a la política de su amigo Sarmiento. Entre ellos, El Nacionalista, en 1869; La Libertad, en 1872; La Razón, al año siguiente. Más tarde fue director y redactor de El Orden, en 1884, y Tucumán Literario cuatro años más tarde. Su estilo era parecido al de Sarmiento y, al igual que este, solía dedicar mucho espacio en sus periódicos para responder agriamente a sus detractores.
Fue amigo de Paul Groussac, rector del Colegio Nacional en que él era profesor. Sin embargo, en 1873 se enemistó con Groussac y convenció al presidente Sarmiento, amigo suyo, para que depusiera a Groussac, proponiéndose él mismo para reemplazarlo. Así pues, dirigió dicho Colegio entre 1873 y 1882. Con todo, el francés tuvo su revancha cuando el nuevo presidente, Nicolás Avellaneda lo nombró inspector general de Escuelas, con lo que volvió a ser su superior.
Se escribía casi semanalmente con Sarmiento. Sus cartas forman una buena porción del archivo privado de este, y resultaron muy útiles a sus biógrafos y a los historiadores de ese período para analizar el pensamiento íntimo del presidente. Varias veces rechazó los ofrecimientos de Sarmiento de ocupar un cargo público en Buenos Aires.
En sus últimos años, Posse quedó ciego, como varios otros miembros de su familia, sin perder por eso su carácter altivo: en una ocasión, cayó en la calle y un transeúnte le ayudó a levantarse; cuando se enteró de que lo había ayudado un antiguo adversario, lo insultó en público.
Falleció en San Miguel de Tucumán en abril de 1906.